# Henglers circus
Henglers circus is een studioalbum van Michael Daniel. Daniel is voornamelijk bekend binnen de niche van de elektronische muziek. Hij wilde echter weleens wat anders proberen en dook in de geschiedenis van de progressieve rock, eind jaren zestig, beginjaren zeventig. In die jaren maakte de synthesizer (Daniels specialiteit) een stormachtige ontwikkeling door. De muziek vertoont overeenkomsten met die van Yes en King Crimson uit hun beginperiode. Het album was voornamelijk als download te koop, er werden 300 compact discs geperst.
De muziek is opgenomen in Liverpool, zo ook de regenbui in Cloud mapping. Er was een stortbui op 28 juli 2013, die op het album deels terug te horen is. Henglers circus was een circusgebouw in Liverpool, dat werd omgenoemd in Royal Hipprodrome, maar desalniettemin in 1984 tegen de vlakte ging.

## Musici
- Michael Daniel – gitaar, basgitaar, synthesizers, hammondorgel, zangstem en slagwerk

## Muziek
| Nr. | Titel                                                          | Duur  |
| --- | -------------------------------------------------------------- | ----- |
| 1.  | On the way to Henglers                                         | 12:54 |
| 2.  | Within the all                                                 | 16:37 |
| 3.  | Cloud mapping (A. In the glade, in the rain; B. Cloud mapping) | 12:58 |
| 4.  | Henglers circus                                                | 15:36 |